# Alejo Véliz
Alejo Véliz, född 19 september 2003 i Gödeken, är en argentinsk professionell fotbollsspelare som spelar för Premier League-klubben Tottenham Hotspur.
Véliz föddes i Gödeken, en liten stad i provinsen Santa Fe, cirka 120 km från Rosario. Han började spela fotboll vid tre års ålder i sin hemstad. Tre år senare flyttade familjen till Bernardo de Irigoyen, där Véliz började spela för Club Unión Deportivo y Cultural, en klubb han spelade i tills han fyllde 16 år.

## Spelarkarriär

### Rosario Central
I slutet av 2019 gjorde Véliz ett provspel med Rosario Central, men gjorde sin första match för klubben mer än ett år senare eftersom ungdomsidrott hade stoppats under covid-pandemin.
Véliz gjorde sin professionella debut för Rosario Central den 23 juli 2021, när han ersatte Alan Marinelli under en 1-0 hemmaseger mot Deportivo Táchira i Copa Sudamericana.
Efter att ha gjort några framträdanden i Primera División den säsongen, var det under nästa han stod ut och gjorde sitt första mål den 2 maj 2022 i en Copa de la Liga-match mot Club Atlético Huracán.

### Tottenham Hotspur
Den 8 augusti 2023 skrev Véliz på ett sexårigt avtal med den engelska Premier League-klubben Tottenham Hotspur i en övergång som beräknades vara värd 13 miljoner pund. Han gjorde sin debut för klubben 30 september 2023 då han byttes in i 90 minuten i en 2–1 hemmavinst mot Liverpool. Den 28 december 2023 gjorde Véliz sitt debutmål för klubben i en 4–2 Premier League bortaförlust mot Brighton & Hove Albion.
I februari 2024 lånades Véliz ut till spanska Sevilla på ett låneavtal över resten av säsongen 2023/2024.

### Landslagskarriär
Véliz togs för första gången ut i Argentinas U20-landslag i oktober 2021. I februari 2022 togs han ut igen av den nye U20-huvudtränaren Javier Mascherano.